# Yes, I'm Ready
"Yes, I'm Ready" é um single da cantora Barbara Mason para seu álbum de estúdio de mesmo nome. Lançado em 1965, foi considerado o grande hit do soul no ano. Tal canção foi regravada diversas vezes, mais notavelmente por Teri DeSario em 1979.